# 周祭
周祭是中国商朝晚期形成的一套完备的祭祀制度，由商王祖甲开创，分为肜祭(鼓祭)、翌祭(舞祭)、祭祭(肉祭)、洅祭(谷物祭祀)、協祭(综合性祭祀)这五种，对殷人的祖先进行周而复始地祭祀。由于商朝也采用干支纪日，祭祀某位商王或其配偶就在其庙号所属天干的日子里，例如祭祀祖乙就在乙日，祭祀武丁就在丁日。把所有需要祭祀的祖先祭祀一遍下来需要三十六旬或者三十七旬，其中肜祭祖甲一旬之后会有一个空旬。两个祭祀周期相当于两个太阳年的时间。到了商代末期，周祭制度最为完善，在文丁、帝乙、帝辛时期的黄组卜辞中有大量的祀谱材料。甲骨文中的周祭现象最初由董作宾在《殷历谱》中总结發现。